# Liste der Kulturdenkmale in Weßnitz
In der Liste der Kulturdenkmale in Weßnitz sind die Kulturdenkmale des Großenhainer Ortsteils Weßnitz verzeichnet, die bis Dezember 2020 vom Landesamt für Denkmalpflege Sachsen erfasst wurden (ohne archäologische Kulturdenkmale). Die Anmerkungen sind zu beachten.
Diese Aufzählung ist eine Teilmenge der Liste der Kulturdenkmale in Großenhain.

## Weßnitz
| Bild                                    | Bezeichnung                       | Lage                   | Datierung                                               | Beschreibung | ID       |
| --------------------------------------- | --------------------------------- | ---------------------- | ------------------------------------------------------- | --- | -------- |
| Weitere Bilder                          | Turmholländer                     | An der Mühle 1 (Karte) | 1853 (Mühle); 1. Hälfte 20. Jahrhundert (Mühlentechnik) | Ortshistorische Bedeutung und in landschaftsprägender Lage. Zweigeschossiger Rundbau mit Segmentbogenfenstern, Drempel mit kleinen quadratischen Luken, weiß verputzt, flaches Kegeldach. Östlich des Dorfes Weßnitz auf einer Anhöhe gelegene Windmühle mit landschaftsgestaltender Wirkung und nahezu vollständig erhaltener Mahl- und Antriebstechnik. Das erhaltene Krühwerk zum Drehen der Kappe mit den ehemals angebrachten Flügeln mit großem Seltenheitswert und technikgeschichtlich bedeutend. Die Mühle war Lohnmühle für die Bauern im Ort deshalb auch ortsgeschichtlich bedeutend. Das Wohnhaus wurde in den 1980/90-er Jahren umgebaut und ist kein Denkmal. | 08958159 |
| Direkt Bild zu diesem Denkmal hochladen | Wohnstallhaus eines Dreiseithofes | Hauptstraße 31 (Karte) | 2. Hälfte 19. Jahrhundert                               | Weitgehend original erhaltenes Fachwerkgebäude als Teil der alten Ortsstruktur, baugeschichtlich von Bedeutung, bildet Dreiseithof mit Nummer 29. Erdgeschoss massiv, Obergeschoss Fachwerk, Giebel massiv, Rückseite verbrettert, Sandsteingewände, Krüppelwalmdach. | 08958154 |

## Tabellenlegende
- Bild: Bild des Kulturdenkmals, ggf. zusätzlich mit einem Link zu weiteren Fotos des Kulturdenkmals im Medienarchiv Wikimedia Commons. Wenn man auf das Kamerasymbol klickt, können Fotos zu Kulturdenkmalen aus dieser Liste hochgeladen werden:
- Bezeichnung: Denkmalgeschützte Objekte und ggf. Bauwerksname des Kulturdenkmals
- Lage: Straßenname und Hausnummer oder Flurstücknummer des Kulturdenkmals. Die Grundsortierung der Liste erfolgt nach dieser Adresse. Der Link (Karte) führt zu verschiedenen Kartendiensten mit der Position des Kulturdenkmals. Fehlt dieser Link, wurden die Koordinaten noch nicht eingetragen. Sind diese bekannt, können sie über ein Tool mit einer Kartenansicht einfach nachgetragen werden. In dieser Kartenansicht sind Kulturdenkmale ohne Koordinaten mit einem roten bzw. orangen Marker dargestellt und können durch Verschieben auf die richtige Position in der Karte mit Koordinaten versehen werden. Kulturdenkmale ohne Bild sind an einem blauen bzw. roten Marker erkennbar.
- Datierung: Baubeginn, Fertigstellung, Datum der Erstnennung oder grobe zeitliche Einordnung entsprechend des Eintrags in der sächsischen Denkmaldatenbank
- Beschreibung: Kurzcharakteristik des Kulturdenkmals entsprechend des Eintrags in der sächsischen Denkmaldatenbank, ggf. ergänzt durch die dort nur selten veröffentlichten Erfassungstexte oder zusätzliche Informationen
- ID: Vom Landesamt für Denkmalpflege Sachsen vergebene, das Kulturdenkmal eindeutig identifizierende Objekt-Nummer. Der Link führt zum PDF-Denkmaldokument des Landesamtes für Denkmalpflege Sachsen. Bei ehemaligen Kulturdenkmalen können die Objektnummern unbekannt sein und deshalb fehlen bzw. die Links von aus der Datenbank entfernten Objektnummern ins Leere führen. Ein ggf. vorhandenes Icon  führt zu den Angaben des Kulturdenkmals bei Wikidata.